# Kliczków Wielki
Kliczków Wielki (pronunciación en polaco: /ˈklitʂkuv ˈvjɛlkʲi/)es un pueblo ubicado en el distrito administrativo de Gmina Brzeźnio, dentro del Distrito de Sieradz, Voivodato de Łódź, en Polonia central. Se encuentra aproximadamente a 6 kilómetros al noroeste de Brzeźnio, a 15 kilómetros al suroeste de Sieradz, y a 68 kilómetros al suroeste de la capital regional Łódź.